# Leucania grisescens
Leucania grisescens là một loài bướm đêm trong họ Noctuidae.